# Kathrin Weiss
Kathrin Weiss es una deportista suiza que compitió en piragüismo en la modalidad de eslalon. Ganó dos medallas en el Campeonato Mundial de Piragüismo en Eslalon, oro en 1977 y bronce en 1979.

## Palmarés internacional
| Campeonato Mundial | Campeonato Mundial | Campeonato Mundial | Campeonato Mundial |
| Año                | Lugar              | Medalla            | Competición        |
| ------------------ | ------------------ | ------------------ | ------------------ |
| 1977               | Spittal (Austria)  | Medalla de oro     | K1 por equipos     |
| 1979               | Jonquière (Canadá) | Medalla de bronce  | K1 por equipos     |